# Walther Kaiser (Judoka)
Walther Kaiser (* 23. März 1973) ist ein ehemaliger liechtensteinischer Judoka.

## Karriere
Kaiser trat bei den Olympischen Sommerspielen 1992 in Barcelona an, wo er den 36. Rang im Halbleichtgewicht belegte. Im selben Jahr wurde er Schweizer U-21-Meister in der Klasse bis 65 kg.